# When They See Us
When They See Us (no Brasil, Olhos que Condenam) é uma minissérie estadunidense do gênero drama, criada por Ava DuVernay e distribuída pela Netflix. Sua estreia foi no dia 31 de maio de 2019 Baseada em uma história real, Olhos que Condenam retrata o famoso caso dos Cinco do Central Park – cinco adolescentes negros do Harlem condenados por um estupro que não cometeram. A minissérie em quatro partes reconstitui a trajetória de Antron McCray, Kevin Richardson, Yusef Salaam, Raymond Santana e Korey Wise, dos primeiros interrogatórios em 1989 à absolvição em 2002 e o posterior acordo de indenização com a prefeitura de Nova Iorque em 2014. Inspirada na série, o Jornal da Cultura lançou na TV e no YouTube "Os Olhos que Condenam no Brasil", onde foram investigados casos no Brasil.

## Sinopse
Cinco jovens negros do Harlem foram injustamente acusados de estuprarem uma mulher no Central Park. Com criação, roteiro e direção de Ava DuVernay, a série expõe falhas da Justiça dos Estados Unidos em um dos mais polêmicos casos de erro judiciário de sua história.

## Elenco
- Jharrel Jerome como Korey Wise
- Jovan Adepo como Antron McCray
  - Caleel Harris como Anton McCray jovem
- Chris Chalk como Yusef Salaam
  - Ethan Herisse como Yusef Salaam jovem
- Freddy Miyares como Raymond Santana
  - Marquês Rodriguez como o Raymond Santana jovem
- Justin Cunningham como Kevin Richardson
  - Asante Blackk como o Kevin Richardson jovem
- Michael K. Williams como Bobby McCray
- Vera Farmiga como Elizabeth Lederer
- John Leguizamo como Raymond Santana Sr.
- Felicity Huffman como Linda Fairstein
- Niecy Nash como Delores Wise
- Aunjanue Ellis como Sharone Salaam
- Kylie Bunbury como Angie Richardson
- Marsha Stephanie Blake como Linda McCray
- Storm Reid como Lisa
- Joshua Jackson como Mickey Joseph
- Christopher Jackson como Peter Rivera
- Adepero Oduye como Nomsa Berth
- Omar Dorsey como Elombre Brath
- Blair Underwood
- Famke Janssen como Nancy Ryan
- William Sadler
- Reece Noi como Matias Reyes
- Aurora Perrineau
- Rumi C. Jean-Louis como Ramon Santana
- Isis King como Marci Wise, irmã de Korey, uma mulher transgênero

## Episódios
A série é composta pelos seguintes episódios:
| N.º | Título       | Dirigido por | Escrito por | Lançamento         |
| --- | ------------ | ------------ | ----------- | ------------------ |
| 1 | "Part One"   | Ava DuVernay | ASA         | 31 de maio de 2019 |
| Cinco adolescentes (Raymond, Kevin, Korey, Yusef e Antron) são retratados em seu confortável e familiar bairro residencial do Harlem, brincando, jogando basquetebol e fazendo atividades rotineiras, até serem apanhados pela polícia em uma varredura pelo Central Park depois de vários incidentes ocorridos neste parque naquela noite. Mais tarde, o corpo ferido de uma mulher que corria no parque é encontrado e a pressão aumenta. |              |              |             |                    |
| 2 | "Part Two"   | Ava DuVernay | ASA         | 31 de maio de 2019 |
| A polícia da cidade de Nova York é mostrada pressionando os cinco jovens a confessarem, colocando-os um contra o outro, conversando com eles sem que os pais ou o advogado estivessem presentes, e lutando contra as evidências. O ataque brutal sofrido pela mulher que corria no parque aumentou a pressão sobre a polícia para resolver o crime e o promotor que levar os jovens a julgamento e obter condenações. Mesmo faltando de evidências substanciais para incriminar os jovens, o júri os condena. |              |              |             |                    |
| 3 | "Part Three" | Ava DuVernay | ASA         | 31 de maio de 2019 |
| A vida de Antron, Yusef, Kevin e Raymond na prisão é mostrada. Eles acabam sendo liberados após o termino da pena, mas têm dificuldade em se adaptar à vida do lado de fora. |              |              |             |                    |
| 4 | "Part Four"  | Ava DuVernay | ASA         | 31 de maio de 2019 |
| Korey é o único dos jovens que é enviado à prisão para adultos e tem experiências mais difíceis que seus amigos, preferindo ficar na solitária (cela fechada e individual) do que enfrentar repetidos conflitos com os demais presos. Em 2002, um assaltante confessa que é o autor do crime, seu ADN é coletado e conclui-se que é realmente o ADN presente na cena do crime. As condenações dos cinco são revogadas. Eles abrem um processo contra a cidade, pelo qual recebem um acordo em 2014. Suas vidas posteriores, detalhando casamentos, trabalho, ativismo de justiça social e outras atividades, são resumidas. Quatro dos cinco vão viver em outras cidades. |              |              |             |                    |

## Campanha
Durante o lançamento da série, cinco entidades estadunidenses (Participant Media, Color Of Change, Vera Institute of Justice, Institute for Innovation in Prosecution at John Jay College e The Opportunity Agenda) promoveram uma campanha de apoio ao movimento de reforma da justiça criminal. De acordo com a Netflix, a campanha tem como objetivo mudar as percepções dos jovens negros na cobertura da mídia e ajudar promotores com novas abordagens baseadas na dignidade humana e na igualdade racial.